# Anastrepha sylvicola
Anastrepha sylvicola är en tvåvingeart som beskrevs av Frederick Knab 1915. Anastrepha sylvicola ingår i släktet Anastrepha och familjen borrflugor. Inga underarter finns listade i Catalogue of Life.